# Badía (microcotxe)
El Badía fou un microcotxe fabricat cap a 1952 a Esplucs, Llitera, pels cunyats Angel Badía (mecànic) i Benedicto Ballarín (ferrer). Per aquest motiu, el model es coneix també com a Badía-Ballarín. Els cunyats van dissenyar i fabricar el vehicle al seu taller/ferreria, únicament per a ús personal. En la seva fabricació es van emprar components de procedència diversa: el motor era el d'una motocicleta Harley Davidson i el diferencial procedia d'un cotxe Ford.